# 南京电信局旧址

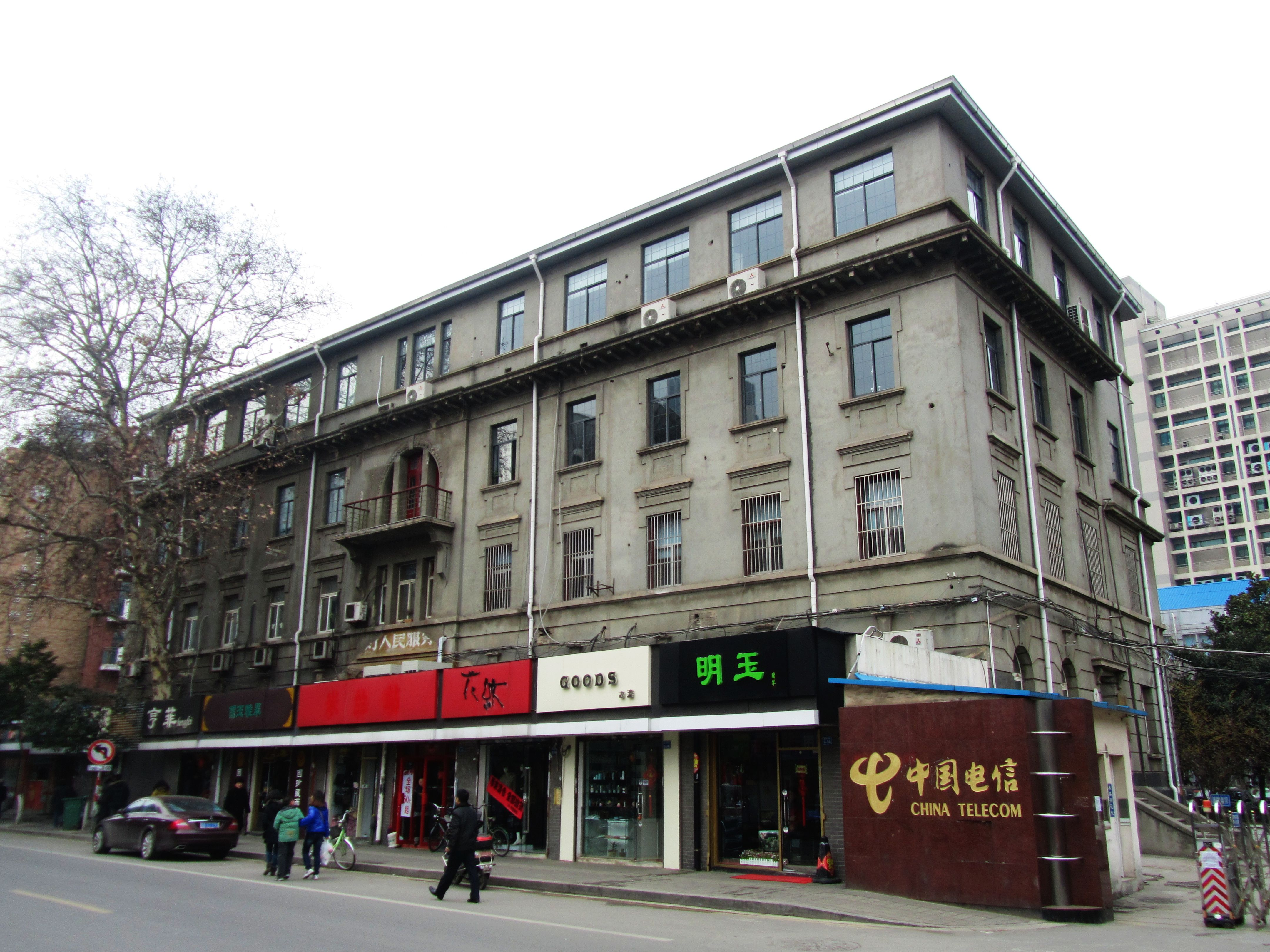
南京电信局旧址局部，2012年2月

南京电信局旧址位于中国江苏省南京市秦淮区游府西街8号（原党公巷），今为南京市电信局大楼。该建筑最初为1912年创立的首都电话局办公楼，为南京市的电话运转中心，建于1918-1920年，地上三层（后加一层）、半地下一层，采用砖混结构和西方古典式风格。抗战胜利后，首都电话局与从太平南路润德里迁入的南京电报局合并为南京电信局。